# Campeonato Mundial de Peso Welter del CMLL
Il Campeonato Mundial de Peso Semicompleto del CMLL è un titolo utilizzato dalla federazione messicana Consejo Mundial de Lucha Libre ed è in genere riservato ai lottatori che pesano tra 70 e 78 kg anche se questa restrizione del peso non viene sempre applicata. 

Il titolo è attivo dal 1992 ed è il quarto titolo in ordine di importanza all'interno del panorama della lucha libre messicana da parte di CMLL.

## Storia
Nel 1952, EMLL diventò parte dei Territori NWA e per questa categoria utilizzò il titolo NWA World Welterweight Championship. 

Alla fine degli anni ottanta, EMLL lasciò la NWA e rinominatasi "Consejo Mundal de Lucha Libre" (CMLL) continuò ad utilizzare il titolo NWA fino al 1991, anno in cui decise di creare dei titoli propri (tra cui questo) e dargli vita nel 1992.
Nel 1996 El Pantera perse il titolo in favore di Super Delfin durante una tournée in Giappone. El Pantera passò alla rivale Asistencia Asesoría y Administración (AAA) dopo la fine del torneo e successivamente perse di nuovo un match in Giappone contro Super Delfin con lo scopo di cedergli il possesso del campionato ma CMLL nullificò il cambio di campione rendendo vacante il titolo ed organizzò un torneo di 16 uomini per trovare un nuovo campione e dove Máscara Mágica sconfisse El Felino nella finale diventando il settimo campione ufficiale. Sconfisse in seguito anche Super Delfin riallineando l'ordine di successione del campionato in favore di CMLL.
All'inizio del 2015, il campione in carica Máscara Dorada firmò un contratto di un anno con New Japan Pro-Wrestling (NJPW) e CMLL gli permise di portare il titolo in Giappone. Durante la tournée Máscara Dorada perse contro Bushi, che fu ufficialmente riconosciuto da CMLL come il 30° campione.

## Albo d'oro
| Lottatore               | Regni | Data              | Luogo              | Note                                                                                                   |
| ----------------------- | ----- | ----------------- | ------------------ | --- |
| Fuerza Guerrera         | 1     | 15 febbraio 1992  | Puebla             | Sconfisse El Khalifa nella finale di un torneo.                                                        |
| América                 | 1     | 8 marzo 1992      | Città del Messico  | América in seguito combatté per il titolo con in nomi di El Pantera ed El Pantera II.                  |
| El Felino               | 1     | 17 luglio 1992    | Cuernavaca         | |
| Ciclón Ramírez          | 1     | 21 maggio 1993    | Città del Messico  | |
| El Felino               | 2     | 30 marzo 1994     | Acapulco           | |
| El Pantera (América)    | 2     | 21 giugno 1994    | Cuernavaca         | |
| Vacante                 |       | 15 marzo 1996     |                    | Reso vacante quando Pantera perse contro Super Delfin senza il consenso di CMLL.                       |
| Máscara Mágica          | 1     | 21 maggio 1996    | Città del Messico  | Sconfisse El Felino nella finale di un torneo.                                                         |
| Guerrero de la Muerte   | 1     | 2 agosto 1996     | Città del Messico  | |
| Máscara Mágica          | 2     | Gennaio 1998      |                    | |
| Karloff Lagarde, Jr.    | 1     | 6 febbraio 1998   | Città del Messico  | |
| Olímpico                | 1     | 15 settembre 1998 | Città del Messico  | |
| Halcón Negro            | 1     | 23 ottobre 1998   | Città del Messico  | |
| Olímpico                | 2     | 13 dicembre 1998  | Città del Messico  | |
| Super Delfin            | 1     | 27 febbraio 1999  | Nagoya, Giappone   | |
| Arkangel de la Muerte   | 1     | 10 agosto 1999    | Kawasaki, Giappone | |
| Kazunari Nozawa         | 1     | Gennaio 2001      | Acapulco           | |
| El Pantera II (América) | 3     | 3 febbraio 2001   | Acapulco           | |
| Kazunari Nozawa         | 2     | 2 aprile 2001     | Puebla             | |
| El Felino               | 3     | 21 settembre 2001 | Città del Messico  | |
| El Satánico             | 1     | 25 novembre 2003  | Città del Messico  | |
| Mephisto                | 1     | 24 febbraio 2004  | Città del Messico  | |
| Místico                 | 1     | 10 aprile 2007    | Guadalajara        | |
| Negro Casas             | 1     | 20 marzo 2009     | Città del Messico  | |
| Máscara Dorada          | 1     | 7 settembre 2010  | Città del Messico  | |
| Ryusuke Taguchi         | 1     | 22 gennaio 2011   | Tokyo, Giappone    | |
| Máscara Dorada          | 2     | 18 giugno 2011    | Osaka, Giappone    | Match combattuto come one-fall anziché il classico three fall match più diffuso in Messico e Giappone. |
| Pólvora                 | 1     | 11 novembre 2011  | Città del Messico  | |
| Místico (II)            | 1     | 16 febbraio 2014  | Città del Messico  | Non fu lo stesso lottatore che vinse nel 2007.                                                         |
| Vacante                 | 1     | 19 novembre 2014  |                    | Reso vacante per infortunio di Místico avvenuto a causa di un incidente motociclistico.                |
| Máscara Dorada          | 3     | 2 gennaio 2015    | Città del Messico  | Sconfisse Negro Casas nella finale di un torneo.                                                       |
| Bushi                   | 1     | 19 dicembre 2015  | Tokyo              | Combattimento stipulato come one-fall match.                                                           |
| Máscara Dorada          | 4     | 22 gennaio 2016   | Tokyo              | Combattimento stipulato come one-fall match.                                                           |
| Mephisto                | 2     | 4 maggio 2016     | Città del Messico  | |